# Ernst Aust
 (mars 2023).
Pour les articles homonymes, voir Aust (homonymie).
Ernst Aust, né le 12 avril 1923 à Hambourg-Eimsbüttel et mort le 25 août 1985 à Müden) est un éditeur et homme politique allemand du Parti communiste d'Allemagne (KPD). Fin 1968, il fonde le Parti communiste d'Allemagne/Marxistes-léninistes.

## Biographie
Pendant la Seconde Guerre mondiale, Aust est détenu par les Britanniques et y fait la connaissance de militants communistes allemands. Il adhère ensuite au KPD  et au « Kulturbund pour le renouveau démocratique de l'Allemagne ». À partir de 1951, il est rédacteur pour le Hamburger Volkszeitung.
En 1953, au nom du parti, Aust reprend le magazine Blinkfüer issu du mouvement de libération de Heligoland. Il est un opposant à la déstalinisation et prend parti pour la République populaire de Chine et l'Albanie dans le conflit entre Pékin et Moscou. En juin 1967, il publie le journal Roter Morgen (Matin rouge).
Le 31 décembre 1968, il fonde le parti maoïste KPD/ML à Hambourg - l'un des premiers groupes K en Allemagne (Les K-Gruppen étaient des petits partis à tendance maoïstes issu des mouvements étudiants de 1968). Après le congrès extraordinaire du parti à la fin 1971, il est élu président.
Le parti connaît plusieurs scissions. Dès 1970, Aust se brouille avec Willi Dickhut, le rédacteur en chef de l'organe théoricien Revolutionärer Weg. Dickhut devient plus tard le fondateur du KABD, une fusion du KPD/ML (Voie révolutionnaire) et de l'Union des travailleurs communistes/marxistes-léninistes (KAB/ML), à partir de laquelle l'actuel Parti marxiste-léniniste d'Allemagne émerge en 1982. Alors que Dickhut reste maoïste même après la mort de Mao Zedong, Aust suit la ligne politique des communistes albanais d'Enver Hoxha en 1978. En 1974, Hoxha reçoit Aust pour la première fois en audience individuelle.